# 郑波 (羽毛球运动员)
鄭波（1982年11月26日—），湖南人，中国前男子羽毛球运动员。

## 簡歷
鄭波在1997年進入湖南省羽毛球隊。2000年6月進入中國羽毛球國家二隊，同年12月進入國家一隊；年內贏得世青賽男雙冠軍。
2010年4月，鄭波因違反國家隊的紀律規定，而被處罰調回省隊，因而錯過了5月進行的湯優盃。鄭波事後解釋，因全英羽毛球公開錦標賽及瑞士羽毛球公開賽都在第二輪出局，為解鬱悶晚上便往跟朋友喝酒，亦沒出席第二天的訓練，所以被開除出隊。
雖然被打回了地方隊，但因他和馬晋的積分具備了參加世界羽毛球錦標賽的資格，因此獲准參加此次巴黎舉行的世錦賽。賽前，國家隊的總教練李永波要求鄭波要在賽事奪冠才能夠留下。最終，鄭/馬組合在決賽中表現出色，以21:14、21:10直落兩局戰勝隊友何漢斌/于洋組合奪冠，這是中國隊自2001年後首次贏得世錦賽混雙冠軍。

## 主要比賽成績
只列出曾進入準決賽的國際賽事成績：
| 年份   | 賽事                     | 公開賽級別 | 項目     | 拍檔   | 成績   |
| ------ | ------------------------ | ---------- | -------- | ------ | ------ |
| 1999年 | 亞洲青年羽毛球錦標賽     | 其他       | 男子雙打 | 林丹   | 銅牌   |
| 1999年 | 亞洲青年羽毛球錦標賽     | 其他       | 混合雙打 | 魏軼力 | 銀牌   |
| 2000年 | 亞洲青年羽毛球錦標賽     | 其他       | 男子雙打 | 桑洋   | 金牌   |
| 2000年 | 亞洲青年羽毛球錦標賽     | 其他       | 混合雙打 | 魏軼力 | 金牌   |
| 2000年 | 世界青年羽毛球錦標賽     | 其他       | 男子雙打 | 桑洋   | 金牌   |
| 2000年 | 世界青年羽毛球錦標賽     | 其他       | 混合雙打 | 魏軼力 | 銀牌   |
| 2003年 | 蘇迪曼盃                 | 其他       | 混合團體 | －     | 銀牌   |
| 2003年 | 世界羽毛球錦標賽         | 其他       | 男子雙打 | 桑洋   | 銅牌   |
| 2004年 | 湯姆斯盃                 | 其他       | 男子團體 | －     | 金牌   |
| 2004年 | 中國羽毛球公開賽         |            | 男子雙打 | 桑洋   | 準決賽 |
| 2005年 | 蘇迪曼盃                 | 其他       | 混合團體 | －     | 金牌   |
| 2006年 | 湯姆斯盃                 | 其他       | 男子團體 | －     | 金牌   |
| 2006年 | 香港羽毛球公開賽         |            | 混合雙打 | 赵婷婷 | 冠軍   |
| 2006年 | 羽毛球世界盃             | 其他       | 混合雙打 | 赵婷婷 | 銅牌   |
| 2006年 | 亞洲運動會羽毛球比賽     | 其他       | 男子團體 | －     | 金牌   |
| 2006年 | 亞洲運動會羽毛球比賽     | 其他       | 混合雙打 | 高崚   | 金牌   |
| 2007年 | 馬來西亞羽毛球超級賽     | 超級賽     | 混合雙打 | 高崚   | 冠軍   |
| 2007年 | 韓國羽毛球超級賽         | 超級賽     | 混合雙打 | 高崚   | 冠軍   |
| 2007年 | 德國羽毛球大獎賽         | 大獎賽     | 混合雙打 | 高崚   | 冠軍   |
| 2007年 | 全英羽毛球超級賽         | 超級賽     | 混合雙打 | 高崚   | 冠軍   |
| 2007年 | 印尼羽毛球超級賽         | 超級賽     | 混合雙打 | 高崚   | 冠軍   |
| 2007年 | 蘇迪曼盃                 | 其他       | 混合團體 | －     | 金牌   |
| 2007年 | 中國羽毛球大師賽         | 超級賽     | 混合雙打 | 高崚   | 冠軍   |
| 2007年 | 世界羽毛球錦標賽         | 其他       | 混合雙打 | 桑洋   | 銅牌   |
| 2007年 | 日本羽毛球超級賽         | 超級賽     | 混合雙打 | 高崚   | 亞軍   |
| 2007年 | 法國羽毛球超級賽         | 超級賽     | 混合雙打 | 高崚   | 準決賽 |
| 2007年 | 香港羽毛球超級賽         | 超級賽     | 混合雙打 | 高崚   | 亞軍   |
| 2008年 | 全英羽毛球超級賽         | 超級賽     | 混合雙打 | 高崚   | 冠軍   |
| 2008年 | 印尼羽毛球超級賽         | 超級賽     | 混合雙打 | 高崚   | 冠軍   |
| 2008年 | 中國羽毛球超級賽         | 超級賽     | 混合雙打 | 马晋   | 準決賽 |
| 2008年 | 香港羽毛球超級賽         | 超級賽     | 混合雙打 | 马晋   | 準決賽 |
| 2009年 | 德國羽毛球大獎賽         | 大獎賽     | 混合雙打 | 马晋   | 亞軍   |
| 2009年 | 全英羽毛球超級賽         | 超級賽     | 混合雙打 | 马晋   | 準決賽 |
| 2009年 | 瑞士羽毛球超級賽         | 超級賽     | 混合雙打 | 马晋   | 冠軍   |
| 2009年 | 蘇迪曼盃                 | 其他       | 混合團體 | －     | 金牌   |
| 2009年 | 印尼羽毛球超級賽         | 超級賽     | 混合雙打 | 马晋   | 冠軍   |
| 2009年 | 馬來西亞羽毛球黃金大獎賽 | 黃金大獎賽 | 混合雙打 | 马晋   | 冠軍   |
| 2009年 | 中國羽毛球超級賽         | 超級賽     | 混合雙打 | 马晋   | 亞軍   |
| 2010年 | 世界羽毛球錦標賽         | 其他       | 混合雙打 | 马晋   | 金牌   |

| 2007-2017年 | 首要超級賽 | 超級賽 | 黃金大獎賽 | 大獎賽 | 國際挑戰賽 | 國際系列賽 | 未來系列賽 | 其他 |

| 2018-2026年 | 總決賽 | 超級1000賽 | 超級750賽 | 超級500賽 | 超級300賽 | 超級100賽 | 國際挑戰賽 | 國際系列賽 | 未來系列賽 | 其他 |

- 2003年：印度尼西亞羽毛球公開賽冠軍
- 2004年：韓國羽毛球公開賽亞軍
- 2006年：澳门羽毛球公开赛男双亚军

### 奧運會和世錦賽參賽紀錄
|          | 搭檔   | 2004 | 2005 | 2006 | 2007 | 2008 | 2009 | 2010 |
| -------- | ------ | ---- | ---- | ---- | ---- | ---- | ---- | ---- |
| 男子雙打 | 桑洋   | 8強  | 32強 | －   | －   | －   | －   | －   |
|          |        |      |      |      |      |      |      |      |
| 混合雙打 | 赵婷婷 | －   | －   | 16強 | －   | －   | －   | －   |
| 混合雙打 | 高崚   | －   | －   | －   | 亞軍 | 16強 | －   | －   |
| 混合雙打 | 马晋   | －   | －   | －   | －   | －   | 8強  | 冠軍 |